# Єрикла (Саратовська область)
Єрикла (рос. Ерыкла) — село у Вольському районі Саратовської області Російської Федерації.
Населення становить 132 особи. Належить до муніципального утворення Колоярське муніципальне утворення.

## Історія
Населений пункт розташований у межах українського історичного та культурного регіону Жовтий Клин.
Від 23 липня 1928 року в складі Вольського округу Нижньо-Волзького краю. Орган місцевого самоврядування від 2004 року — Колоярське муніципальне утворення.

## Населення
| 2010 |
| ---- |
| 132  |